# Steytlerville
Steytlerville es un asentamiento en la ruta R329 en el municipio del Distrito Municipal de Sarah Baartman en la provincia del Cabo Oriental en Sudáfrica. La ciudad está situada en la margen derecha del río Groot, donde el río emerge de un valle en Grootrivierberge en Noorspoort. Se encuentra a 164 km al noroeste de Port Elizabeth y a 90 km al este de Willowmore. Fue fundada en 1876 en la granja Noorspoort y alcanzó el estatus de municipio en 1891. Lleva el nombre del reverendo Abraham Isaac Steytler (1840-1922), ministro de la Iglesia Reformada Holandesa y moderador del sínodo del Cabo de 1909 a 1915.